# اد وان در السکن
ادوارد «اد» ون در السکن (۱۰ مارس ۱۹۲۵–۲۸ دسامبر ۱۹۹۰) عکاس و فیلمساز هلندی بود.
تصاویر او جنبه‌هایی روزمره، صمیمی و خودزیستنامه ای را از روح جامعهٔ اروپایی در خلال دوران جنگ جهانی دوم تا دهه هفتاد میلادی می‌نمایاند که در عرصه‌های عشق، سکس، هنر، موسیقی (به ویژه جاز) و فرهنگ جایگزین و غیرسنتی آن زمان در جریان بود. وی دوربین خود را "شیفته و شیدا " وصف کرد و گفت: "من یک روزنامه نگار یا یک گزارشگرِ بی غرض و انفعالی نیستم، من مردی هستم که چیزهایی را دوست دارد و چیزهایی را، نه". سبک او مبتنی بر درونیات شخصی خود اوست و بر مشاهده گر، بیش از مشهود تأکید دارد؛ به عبارتی، شیوهٔ او در عکس برداری، با گفتار اول شخص، برابری می‌کند.